# Creysse (Lot)
Creysse è un comune francese di 301 abitanti situato nel dipartimento del Lot nella regione dell'Occitania.

## Società

### Evoluzione demografica
Abitanti censiti